# Горгондзола
Горгондзо́ла, горгонцо́ла (італ. Gorgonzola) — італійський м'який сир з блакитною пліснявою, один з найвідоміших італійських сирів з коров'ячого молока. 
Батьківщиною цього сиру з характерним гоструватим смаком є Північна Італія (Ломбардія, П'ємонт). Його назва походить від назви муніципалітету Горгондзола в Ломбардії.
Горгондзола надзвичайно поживна і корисна.  Сир містить вітаміни, кальцій та фосфор, а благородна пліснява позитивно впливає на шлунково-кишковий тракт.

## Виготовлення
Виготовляється горгондзола з коров'ячого молока з додаванням сичужного ферменту, солі та грибка Penicillium roqueforti, який забарвлює сир зеленкувато-блакитними прожилками. Сир, циліндричної форми, зазвичай упаковується в сріблястий папір (відмінна риса бренду). Жирність — 25—35 %. Період дозрівання — 2 місяці.

## Різновиди
Сир «Горгондзола» буває двох видів, в залежності від тривалості витримки: 
- Натуральний (пікантний, гірський) — «італ. Gorgonzola Piccante, Gorgonzola Naturale, Gorgonzola Montagna»;
- Солодкий — «італ. Gorgonzola Dolce».

У гірського сиру дуже сильний аромат і гострий, глибокий смак. Gorgonzola Piccante має насичений пікантний смак з горіховим відтінком. 
Різновид солодкого сиру «Горгондзола кремоза» має кремоподібну консистенцію, його можна намазувати на хліб.
До сім'ї сирів «Горгондзола» належать також Dolcelatte, Panarone, Stracchino та Gorgonzola con Mascarpone. Горгондзола гарно поєднується з полентою, ризото, яєчнею, використовується в начинках. З цього сиру можна зробити смачний соус до пасти.
У 1996 році сир Горгондзола отримав статус захищеної місцевості виробництва.

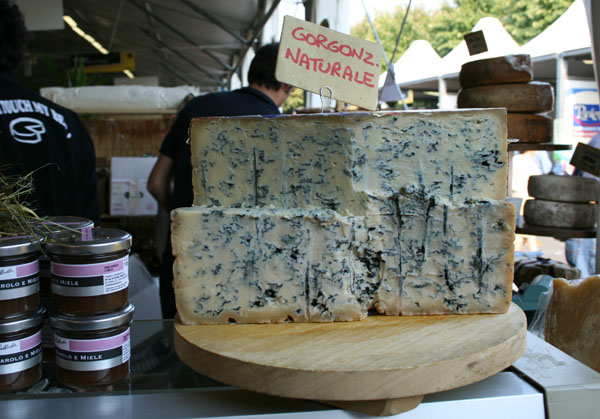

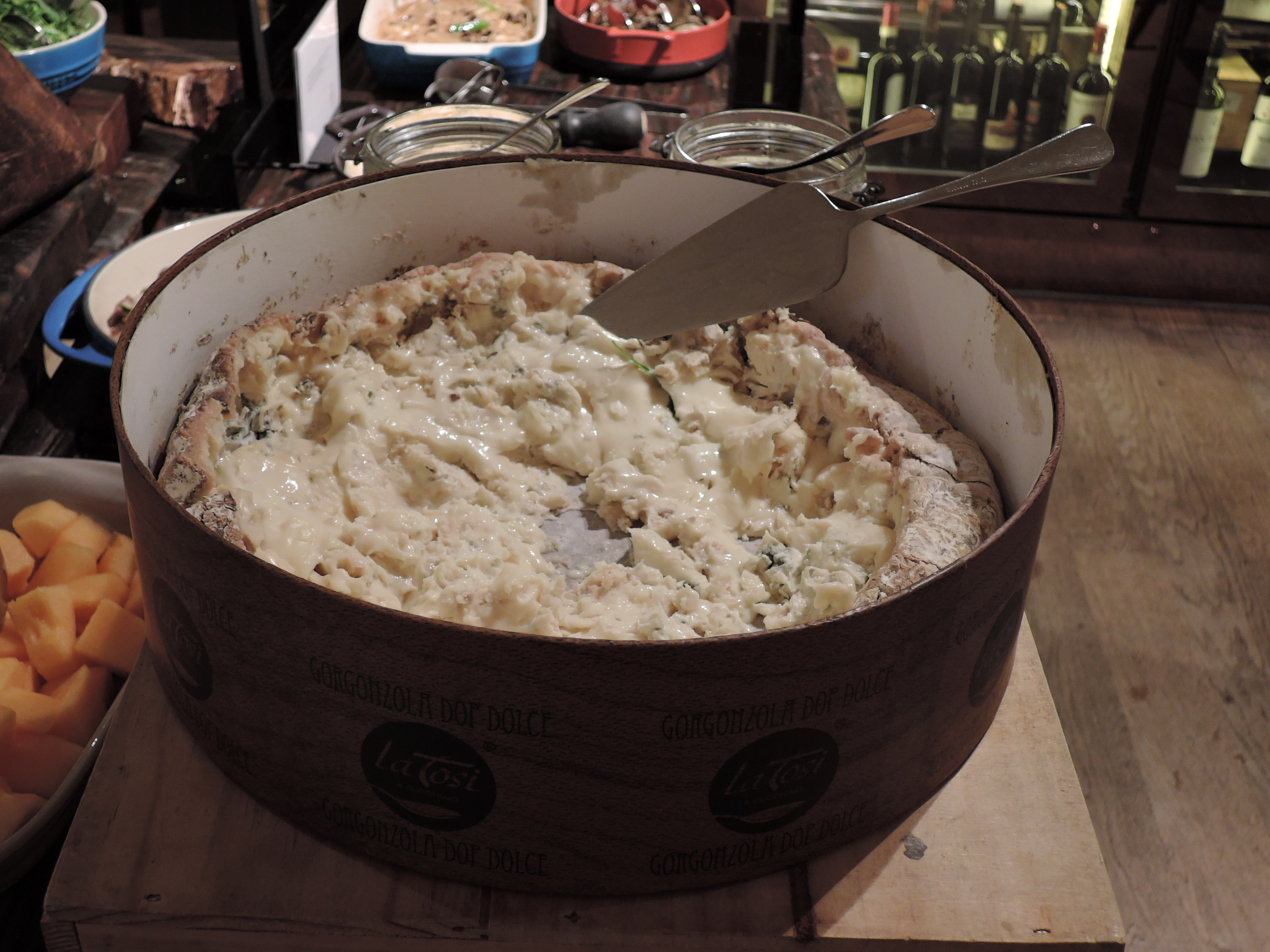
Горгондзола дольче

## Історія
Початки виробництва горгондзоли сягають X або XI ст. У Ломбардії він раніше називався Stracchino di Gorgonzola (італ. Втомлений з Горгондзоли) або Stracchino verde (італ. Втомлений зелений), оскільки виготовлявся первісно восени та взимку, коли корови були «втомлені» (італ. stracche). Повертаючись з пасовищ на зиму у рідні місцини, пастухи з давніх-давен зупинялися у селі, ім'ям якого згодом стали називати сир.
У романтичній італійській легенді розповідається, що горгондзола з'явилася на світ, коли ввечері до одного молочара прийшла в гості гарна служниця. Не стуливши вночі очей, втомлений молочар змішав зранку вчорашнє молоко зі свіжим, внаслідок чого народився зовсім новий сир. Друзі молочара назвали цей сир «Втомленим», натякаючи на безсонну ніч, проведену з чарівною дівчиною.

## Вживання
Горгондзола смакує як закуска до вина, найкраще підійде червоне. 
Сир додають до салатів, пасти, закусок, ризотто та інших страв.
Слугує основою для особливо смачного сирного соусу.
Сир смакує з медом чи конфітюром.
Використовується для приготування десертів, 